# Mudbox
Mudbox est un logiciel de modélisation 3D se distinguant de ses concurrents par son utilisation[réf. nécessaire]. En effet Mudbox, comme son principal rival, ZBrush, permet de sculpter en temps réel sur un objet en 3d. Cette utilisation devient de plus en plus courante pour finaliser ou détailler un modèle réalisé, notamment dans l'industrie du cinéma.
Pour être tout à fait efficace, un logiciel de sculpture devra être capable d'afficher énormément de polygones en même temps. C'est le cas de Mudbox, qui peut monter jusqu'à plusieurs millions de polygones.[réf. nécessaire] Une fois la retouche du modèle fini, l'utilisateur produira souvent une « normal map » ou une « displacement map » qui, appliquée au modèle basse résolution, donnera une illusion de relief semblable au modèle haute résolution. Ainsi, il obtiendra un modèle final de peu de polygones donnant une illusion de haute résolution, c’est-à-dire avec beaucoup de polygones.
Le logiciel Mudbox est souvent comparé au logiciel ZBrush[Par qui ?], à raison[réf. nécessaire], car leur utilisation est vouée au même but. Malgré l'ancienneté de son concurrent, il est souvent dit de Mudbox qu'il possède une meilleure ergonomie pour une utilisation plus efficace[réf. nécessaire]. Certains[Qui ?] préfèreront donc la simplicité d'utilisation de Mudbox ajoutée à sa puissance[réf. nécessaire], tandis que d'autres opteront pour ZBrush qu'ils trouvent plus complet[pourquoi ?].